# Май Кхао (пляж)
Май Кхао (тайск. หาดไม้ขาว, Хат Май Кхао) — пляж на северо-западном побережье Андаманского моря острова Пхукет в районе Тхаланг.
Простираясь на 11 километров, Май Кхао является самым протяжённым пляжем острова. Вблизи расположено несколько отелей и ресторанов, но в целом инфраструктура ограничена.
Пляж характеризуется большим биологическим разнообразием и входит в состав национального парка Сиринат. Обитают крабы рода Emerita. Каждый год, в период с ноября по февраль, морские черепахи выбираются из моря, чтобы отложить здесь яйца. Май Кхао — один из немногих пляжей Пхукета, где продолжают гнездиться черепахи, усилия по сохранению яиц и охране окружающей среды этой прибрежной зоны предпринимает благотворительный Фонд морских черепах Май Кхао.
Расположен в непосредственной близости от международного аэропорта Пхукета. Заходя на посадку, самолёты пролетают над пляжем на крайне низкой высоте. Благодаря этому Май Кхао известен как одно из лучших мест в Азии для авиаспоттинга. На протяжении многих лет администрация аэропорта неоднократно выражала обеспокоенность по поводу безопасности туристов и авиаперевозок, поднимался вопрос о закрытии доступа к территории вблизи взлётно-посадочной полосы для посетителей.
- Пляж Май Кхао, Пхукет
- Boeing 747-400 авиакомпании Thai Airways International заходит на посадку в международный аэропорт Пхукета, 2010 год
- Пляж Май Кхао рядом с отелем Marriott Beach Club, 2012 год
- Пляж Май Кхао в 2015 году